# Kim So-won
Đây là một tên người Triều Tiên, họ là Kim.
Kim So-jeong (tiếng Hàn: 김소정; sinh ngày 7 tháng 12 năm 1995), thường được biết đến với nghệ danh cũ Sowon (tiếng Hàn: 소원) hay Kim So-won (tiếng Hàn: 김소원), là một nữ ca sĩ và diễn viên người Hàn Quốc. Cô là thành viên của nhóm nhạc nữ GFriend.

## Tiểu sử
Sowon sinh ngày 7 tháng 12 năm 1995 tại Jingwan-dong, Seoul, Hàn Quốc. Cô là con út trong một gia đình có 2 chị em. Cô theo học tại Trường Trung học Nghệ thuật Hanlim và tốt nghiệp vào tháng 1 năm 2014, cô được nhận vào Đại học Nữ sinh Sungshin vào năm 2016.

## Sự nghiệp

### 2015–2021: Ra mắt với GFriend
Tháng 1 năm 2015, Sowon chính thức ra mắt với tư cách là thành viên của GFriend với mini album đầu tay Season of Glass.
Tháng 7 năm 2018, Sowon được chọn làm người dẫn chương trình cho chương trình sắc đẹp Look at Me của MBC.
Tháng 10 năm 2018, Sowon ra mắt với tư cách người mẫu trên sàn diễn cho D-ANTIDOTE tại S/S Hera Seoul Fashion Week năm 2019.

### 2021–nay: Hoạt động solo
Ngày 2 tháng 8 năm 2021, cô ký hợp đồng với IOK Company với tư cách là một diễn viên và sẽ sử dụng tên khai sinh của mình trong tương lai.
Ngày 30 tháng 9 năm 2021, cô được chọn tham gia bộ phim truyền hình sắp tới Chilling Co-Habitation cùng với Jung Chan-woo.

## Danh sách phim

### Phim điện ảnh
| Năm | Tên          | Vai | Ghi chú | Nguồn |
| --- | ------------ | --- | ------- | ----- |
| TBA | 4:44 Seconds |     |         | [ 9 ] |

### Phim truyền hình
| Năm  | Tên                    | Kênh | Vai        | Ghi chú              | Nguồn |
| ---- | ---------------------- | ---- | ---------- | -------------------- | ----- |
| 2022 | Chilling Co-Habitation | TBA  | Jung Se-ri | Điện ảnh truyền hình | [ 8 ] |

### Chương trình truyền hình
| Năm  | Tên                        | Kênh        | Ghi chú   | Nguồn  |
| ---- | -------------------------- | ----------- | --------- | ------ |
| 2012 | DSP BOYZ – Making The Star | MBC Music   | với A-Jax | [ 10 ] |
| 2018 | Look At Me                 | MBC Every 1 |           | [ 5 ]  |
| 2019 | Trend By Me                | KBS         |           | [ 11 ] |

### Video âm nhạc
| Năm  | Tên                        | Nghệ sĩ | Nguồn  |
| ---- | -------------------------- | ------- | ------ |
| 2011 | To Me (내게로..)           | Rainbow | [ 12 ] |
| 2013 | Tell Me Tell Me (텔미텔미) | Rainbow | [ 13 ] |

## Giải thưởng và đề cử
| Giải thưởng              | Năm  | Hạng mục           | Đề cử | Kết quả   | Nguồn  |
| ------------------------ | ---- | ------------------ | ----- | --------- | ------ |
| Korea First Brand Awards | 2018 | Biểu tượng sắc đẹp | Sowon | Đoạt giải | [ 14 ] |